# 斯洛比德卡-卡季伊夫西卡
49°15′15″N 26°49′53″E / 49.25417°N 26.83139°E
斯洛比德卡-卡季伊夫斯卡（烏克蘭語：Слобідка-Кадиївська）是位於烏克蘭西部的村莊，由赫梅利尼茨基州裡赫梅利尼茨基區的亞爾莫林齊市鎮負責管轄。該村面積0.77平方公里，2024年人口80，人口密度每平方公里240.9人。
1. ↑  https://rada.info/upload/users_files/05399248/76c22beb177f2666791957f9da5e3dc6.pdf